# スペンサー＝ジョーンズ (小惑星)
スペンサー＝ジョーンズ (3282 Spencer Jones) は、小惑星帯の小惑星。インディアナ小惑星計画によって発見された。
国際天文学連合会長などを務めたイギリスの天文学者、ハロルド・スペンサー＝ジョーンズに因んで名付けられた。